# Перипатус
Перипа́тус (лат. Peripatus) — род онихофор из семейства Peripatidae. Нередко упоминаются как «живые ископаемые», так как не претерпели значительных изменений на протяжении около 570 миллионов лет. Обитают во влажных и тёплых местах тропической Америки.
Впервые описаны и названы в 1826 году священником-натуралистом Лэнсдауном Гилдингом (англ. Lansdown Guilding), изучавшим природу острова Сент-Винсент (при этом он причислил данный вид к моллюскам). Как оказалось впоследствии, описанный Гилдингом вид стал одним из первых известных науке представителей отдельного типа онихофор. Название виду было дано в честь аллеи (peripatos) в садах Ликея Аристотеля.

## Внешний вид и строение
Как и остальные онихофоры, внешне перипатус напоминает голую гусеницу размерами до 15 сантиметров. Внешняя сегментация тела отсутствует; конечности не сегментированы, однако имеют коготки, схожие с таковыми у членистоногих. Тело покрыто тонкой кутикулой, обладающей микроскопическими выростами, придающими перипатусу характерный «бархатный» вид. Внутри тело обладает сегментацией, похожей на сегментацию у кольчатых червей (с сегментарно расположенными нефридиями). Дыхание осуществляется через трахеи. На голове имеются антенны.

## Физиология и образ жизни
Раздельнополы, живородящи. Ведут в основном ночной образ жизни. Питаются мелкими насекомыми, на которых охотятся, выпрыскивая клейкую жидкость, которая затвердевает на воздухе. После этого перипатус прогрызает отверстие в экзоскелете жертвы, впрыскивает в него пищеварительные ферменты и через некоторое время высасывает переваренные внутренности добычи.

## Виды
- Peripatus antiguensis Bouvier, 1899
- Peripatus bavaysi Bouvier, 1899
- Peripatus bouvieri Fuhrmann, 1913
- Peripatus brolemanni Bouvier, 1899
- Peripatus dominicae Pollard, 1894
- Peripatus evelinae Marcus, 1937
- Peripatus heloisae Carvalho, 1941
- Peripatus jamaicensis
- Peripatus juanensis Bouvier, 1900
- Peripatus juliformis Guilding, 1826
- Peripatus manni Brues, 1913
- Peripatus ruber Fuhrmann, 1913
- Peripatus sedgwicki Bouvier, 1899
- Peripatus swainsonae Cockerell, 1893

## Комментарии
1. ↑  Иногда также «перипат». Данное название исторически нередко применяется также вообще ко всем представителям типа онихофор, что может вносить определённую терминологическую путаницу.